# Sota Nakazawa
Sota Nakazawa (født 26. oktober 1982) er en japansk fodboldspiller.
Han har spillet for flere forskellige klubber i sin karriere, herunder Kashiwa Reysol, FC Tokyo, Gamba Osaka, Kawasaki Frontale og Cerezo Osaka.